# Mercedes-Benz Atego
Mercedes-Benz Atego är en medeltung lastbil tillverkad av tyska Mercedes-Benz. Tillverkningen började 1997 och utseendet har ändrats med åren. Hytten är en så kallad Cab-over, alltså att den har en platt front och motorn sitter under hytten.

### Fotnoter
1. ↑  http://camionargentino.blogspot.com.ar/search?q=atego